# آنتروس (اسطوره)
آنتروس (به‌انگلیسی: Anteros; یونانی باستان: Ἀντέρως Antérōs) در اساطیر یونانی خدای عشق تلافی‌جویانه یا «ضد عشق» و همچنین مجازات‌کننده کسانی است که عشق و پیشرفت‌های دیگران را تحقیر می‌کنند یا انتقام‌گیرنده عشق نافرجام است. او یکی از اروت‌ها است.
آنتروس پسر آرس و آفرودیته بود که برای هم‌بازی شدن با برادرش اروس که تنها بود متولد شد. گفته می‌شود که او از عشق متقابل بین پوزئیدون و نریتس نشات گرفته است. از نظر فیزیکی، او از هر نظر شبیه اروس است، اما با موهای بلند و بال‌های پروانه‌ای پردار. همچنین مسلح به چماق طلایی یا تیرهای سربی نیز توصیف شده است.